# Adam-lès-Vercel
Ne doit pas être confondu avec Adam-lès-Passavant.
Pour les articles homonymes, voir Adam (homonymie).
Adam-lès-Vercel (en franc-comtois : Odan lâ Vaché) est une commune française située dans le département du Doubs, la région culturelle et historique de Franche-Comté et la région administrative Bourgogne-Franche-Comté.

## Géographie

### Climat
Pour des articles plus généraux, voir Climat de la Bourgogne-Franche-Comté et Climat du Doubs.
En 2010, le climat de la commune est de type climat de montagne, selon une étude du Centre national de la recherche scientifique s'appuyant sur une série de données couvrant la période 1971-2000. En 2020, Météo-France publie une typologie des climats de la France métropolitaine dans laquelle la commune est dans une zone de transition entre le climat semi-continental et le climat de montagne et est dans la région climatique Jura, caractérisée par une forte pluviométrie en toutes saisons (1 000 à 1 500 mm/an), des hivers rigoureux et un ensoleillement médiocre.
Pour la période 1971-2000, la température annuelle moyenne est de 8,3 °C, avec une amplitude thermique annuelle de 16,6 °C. Le cumul annuel moyen de précipitations est de 1 346 mm, avec 13,1 jours de précipitations en janvier et 10,6 jours en juillet. Pour la période 1991-2020, la température moyenne annuelle observée sur la station météorologique installée sur la commune est de 9,8 °C et le cumul annuel moyen de précipitations est de 1 510,7 mm. 
La température maximale relevée sur cette station est de 38,4 °C, atteinte le 24 juillet 2019 ; la température minimale est de −22,9 °C, atteinte le 2 mars 2005,,.
| Mois                                  | jan.           | fév.           | mars           | avril         | mai           | juin          | jui.          | août          | sep.          | oct.          | nov.             | déc.           | année      |
| ------------------------------------- | -------------- | -------------- | -------------- | ------------- | ------------- | ------------- | ------------- | ------------- | ------------- | ------------- | ---------------- | -------------- | ---------- |
| Température minimale moyenne (°C)     | −2,4           | −2,5           | 0,3            | 3,5           | 7,4           | 11,1          | 12,9          | 12,7          | 9,3           | 6             | 1,5              | −1,3           | 4,9        |
| Température moyenne (°C)              | 1,3            | 1,8            | 5,3            | 9,1           | 13            | 16,9          | 18,7          | 18,4          | 14,6          | 10,8          | 5,5              | 2,3            | 9,8        |
| Température maximale moyenne (°C)     | 5              | 6,1            | 10,3           | 14,7          | 18,5          | 22,6          | 24,4          | 24,1          | 20            | 15,6          | 9,5              | 5,9            | 14,7       |
| Record de froid (°C) date du record   | −19,4 25.01.00 | −20,1 05.02.12 | −22,9 02.03.05 | −8,6 08.04.03 | −2,9 06.05.19 | −0,5 02.06.06 | 3,6 31.07.07  | 4 29.08.1998  | 0,7 17.09.08  | −7,1 29.10.12 | −14,4 22.11.1998 | −22,2 20.12.09 | −22,9 2005 |
| Record de chaleur (°C) date du record | 21 30.01.02    | 21,5 24.02.21  | 25,8 31.03.21  | 27,4 21.04.18 | 30,7 24.05.09 | 35,8 26.06.19 | 38,4 24.07.19 | 37,2 12.08.03 | 32,7 14.09.20 | 28,5 07.10.09 | 23,5 08.11.15    | 18,8 24.12.12  | 38,4 2019  |
| Précipitations (mm)                   | 124,5          | 111,5          | 119,7          | 107,8         | 135,6         | 125,2         | 120,5         | 131,6         | 107,9         | 140,8         | 134,2            | 151,4          | 1 510,7    |

| Diagramme climatique                                  |              |              |              |              |               |               |               |            |            |             |              |
| J                                                     | F            | M            | A            | M            | J             | J             | A             | S          | O          | N           | D            |
| 5−2,4124,5                                            | 6,1−2,5111,5 | 10,30,3119,7 | 14,73,5107,8 | 18,57,4135,6 | 22,611,1125,2 | 24,412,9120,5 | 24,112,7131,6 | 209,3107,9 | 15,66140,8 | 9,51,5134,2 | 5,9−1,3151,4 |
| Moyennes : • Temp. maxi et mini °C • Précipitation mm |              |              |              |              |               |               |               |            |            |             |              |

Les paramètres climatiques de la commune ont été estimés pour le milieu du siècle (2041-2070) selon différents scénarios d'émission de gaz à effet de serre à partir des nouvelles projections climatiques de référence DRIAS-2020. Ils sont consultables sur un site dédié publié par Météo-France en novembre 2022.

## Urbanisme

### Typologie
Au 1er janvier 2024, Adam-lès-Vercel est catégorisée commune rurale à habitat dispersé, selon la nouvelle grille communale de densité à 7 niveaux définie par l'Insee en 2022.
Elle est située hors unité urbaine. Par ailleurs la commune fait partie de l'aire d'attraction de Valdahon, dont elle est une commune de la couronne,. Cette aire, qui regroupe 22 communes, est catégorisée dans les aires de moins de 50 000 habitants,.

### Occupation des sols
L'occupation des sols de la commune, telle qu'elle ressort de la base de données européenne d’occupation biophysique des sols Corine Land Cover (CLC), est marquée par l'importance des territoires agricoles (64,5 % en 2018), une proportion sensiblement équivalente à celle de 1990 (64,4 %). La répartition détaillée en 2018 est la suivante : 
zones agricoles hétérogènes (55,9 %), forêts (35,5 %), prairies (8,6 %). L'évolution de l’occupation des sols de la commune et de ses infrastructures peut être observée sur les différentes représentations cartographiques du territoire : la carte de Cassini (XVIIIe siècle), la carte d'état-major (1820-1866) et les cartes ou photos aériennes de l'IGN pour la période actuelle (1950 à aujourd'hui).

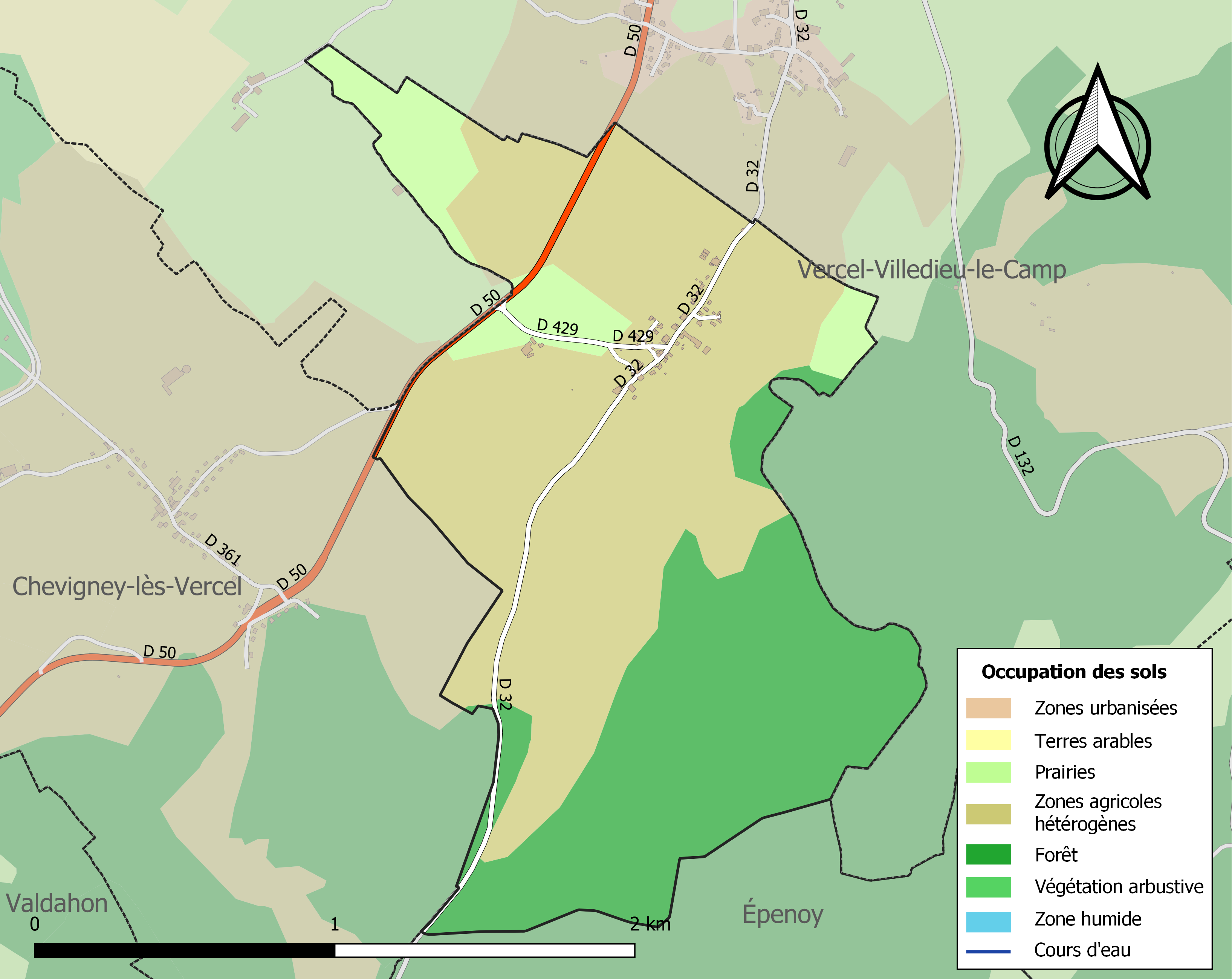
Carte des infrastructures et de l'occupation des sols de la commune en 2018 (CLC).

## Toponymie
Audœns et Audens en 1304 ; Audens en 1398 ; Adam-lès-Vercel à partir du XVIe siècle pour le différencier de l'autre Adam qui devient Adam-les-Passavant.

## Histoire
L'histoire du village ressemble à celle de Vercel. 
Pas d'église, pas de château, il fut un temps où Adam-lès-Vercel resta sans école. La suzeraineté de la famille de Montfaucon s'exerçait sur la région pendant la période féodale. Entre les XVIe et XVIIIe siècles, procès et litiges se succédèrent entre les seigneurs et les communautés limitrophes. 
En 1688, on estime le bétail à 17 chevaux, 47 bêtes à cornes, 12 porcs et 6 moutons. 
Actuellement, le village reste essentiellement agricole avec des exploitations orientées vers l'élevage de race Montbéliarde et Simmental.

## Politique et administration

### Liste des maires
| Période                                  | Période  | Identité                   | Étiquette | Qualité                  |
| ---------------------------------------- | -------- | -------------------------- | --------- | ------------------------ |
| ????                                     | ????     | Jean Antoine Garnache      |           |                          |
| ????                                     | ????     | Alexis Détouillon          |           |                          |
| ????                                     | ????     | Eloy Amiot                 |           |                          |
| ????                                     | ????     | Charles Détouillon         |           |                          |
| ????                                     | 1908     | Clovis Détouillon          |           |                          |
| 1908                                     | 1912     | Alphonse Barthod           |           |                          |
| 1912                                     | 1918     | Clovis Détouillon          |           |                          |
| 1918                                     | ????     | Charles Auguste Détouillon |           |                          |
| Les données manquantes sont à compléter. |          |                            |           |                          |
| 1976                                     | 1983     | Gilles Faltot              |           |                          |
| 1995                                     | 2008     | Gérard Détouillon          |           |                          |
| 2008                                     | mai 2020 | Angélique Détouillon       | LR        | Ouvrière, réélue en 2014 |
| mai 2020                                 | En cours | Laurent Brion              |           | Artisan                  |

### Tendances politiques et résultats
Le résultat de l'élection présidentielle de 2012 dans cette commune est le suivant :
| Candidat       | Candidat                    | Premier tour | Premier tour | Second tour | Second tour |
| Candidat       | Candidat                    | Voix         | %            | Voix        | %           |
| -------------- | --------------------------- | ------------ | ------------ | ----------- | ----------- |
|                | Eva Joly (EÉLV)             | 1            | 1,56         |             |             |
|                | Marine Le Pen (FN)          | 23           | 35,94        |             |             |
|                | Nicolas Sarkozy (UMP)       | 26           | 40,63        | 49          | 83,05       |
|                | Jean-Luc Mélenchon (FG)     | 1            | 1,56         |             |             |
|                | Philippe Poutou (NPA)       | 0            | 0,00         |             |             |
|                | Nathalie Arthaud (LO)       | 0            | 0,00         |             |             |
|                | Jacques Cheminade (SP)      | 0            | 0,00         |             |             |
|                | François Bayrou (MoDem)     | 7            | 10,94        |             |             |
|                | Nicolas Dupont-Aignan (DLR) | 1            | 1,56         |             |             |
|                | François Hollande (PS)      | 5            | 7,81         | 10          | 16,95       |
|                |                             |              |              |             |             |
| Inscrits       | Inscrits                    | 75           | 100,00       | 75          | 100,00      |
| Abstentions    | Abstentions                 | 10           | 13,33        | 9           | 12,00       |
| Votants        | Votants                     | 65           | 86,67        | 66          | 88,00       |
| Blancs et nuls | Blancs et nuls              | 1            | 1,54         | 7           | 10,61       |
| Exprimés       | Exprimés                    | 64           | 98,46        | 59          | 89,39       |

Le résultat de l'élection présidentielle de 2017 dans cette commune est le suivant :
| Candidat    | Candidat                    | Premier tour | Premier tour | Deuxième tour | Deuxième tour |  |
| Candidat    | Candidat                    | %            | Voix         | %             | Voix          |  |
| ----------- | --------------------------- | ------------ | ------------ | ------------- | ------------- |  |
|             | Nicolas Dupont-Aignan (DLF) | 9,09         | 6            |               |               |  |
|             | Marine Le Pen (FN)          | 40,91        | 27           | 62,96         | 34            |  |
|             | Emmanuel Macron (EM)        | 10,61        | 7            | 37,04         | 20            |  |
|             | Benoît Hamon (PS)           | 0,00         | 0            |               |               |  |
|             | Nathalie Arthaud (LO)       | 0,00         | 0            |               |               |  |
|             | Philippe Poutou (NPA)       | 1,52         | 1            |               |               |  |
|             | Jacques Cheminade (SP)      | 0,00         | 0            |               |               |  |
|             | Jean Lassalle (RES)         | 1,52         | 1            |               |               |  |
|             | Jean-Luc Mélenchon (LFI)    | 3,03         | 2            |               |               |  |
|             | François Asselineau (UPR)   | 6,06         | 4            |               |               |  |
|             | François Fillon (LR)        | 27,27        | 18           |               |               |  |
|             |                             |              |              |               |               |  |
| Inscrits    | Inscrits                    | 75           | 100,00       | 75            | 100,00        |  |
| Abstentions | Abstentions                 | 9            | 12,00        | 13            | 17,33         |  |
| Votants     | Votants                     | 66           | 88,00        | 62            | 82,67         |  |
| Blancs      | Blancs                      | 0            | 0,00         | 7             | 11,29         |  |
| Nuls        | Nuls                        | 0            | 0,00         | 1             | 1,61          |  |
| Exprimés    | Exprimés                    | 66           | 100,00       | 54            | 87,10         |  |

## Démographie
L'évolution du nombre d'habitants est connue à travers les recensements de la population effectués dans la commune depuis 1793. Pour les communes de moins de 10 000 habitants, une enquête de recensement portant sur toute la population est réalisée tous les cinq ans, les populations de référence des années intermédiaires étant quant à elles estimées par interpolation ou extrapolation. Pour la commune, le premier recensement exhaustif entrant dans le cadre du nouveau dispositif a été réalisé en 2004.

En 2022, la commune comptait 103 habitants, en évolution de +0,98 % par rapport à 2016 (Doubs : +1,88 %, France hors Mayotte : +2,11 %).
| 1793 | 1800 | 1806 | 1821 | 1831 | 1836 | 1841 | 1846 | 1851 |
| ---- | ---- | ---- | ---- | ---- | ---- | ---- | ---- | ---- |
| 72   | 64   | 77   | 89   | 79   | 84   | 87   | 78   | 78   |

| 1856 | 1861 | 1866 | 1872 | 1876 | 1881 | 1886 | 1891 | 1896 |
| ---- | ---- | ---- | ---- | ---- | ---- | ---- | ---- | ---- |
| 106  | 97   | 87   | 109  | 112  | 101  | 97   | 80   | 79   |

| 1901 | 1906 | 1911 | 1921 | 1926 | 1931 | 1936 | 1946 | 1954 |
| ---- | ---- | ---- | ---- | ---- | ---- | ---- | ---- | ---- |
| 81   | 81   | 61   | 70   | 65   | 72   | 69   | 49   | 57   |

| 1962 | 1968 | 1975 | 1982 | 1990 | 1999 | 2004 | 2006 | 2009 |
| ---- | ---- | ---- | ---- | ---- | ---- | ---- | ---- | ---- |
| 67   | 62   | 47   | 53   | 65   | 67   | 77   | 83   | 105  |

| 2014 | 2019 | 2022 | - | - | - | - | - | - |
| ---- | ---- | ---- | - | - | - | - | - | - |
| 100  | 105  | 103  | - | - | - | - | - | - |

## Culture locale et patrimoine

### Lieux et monuments
Début 2017, la commune est « réputée sans clochers ».
La fontaine-lavoir a été construite en 1776.

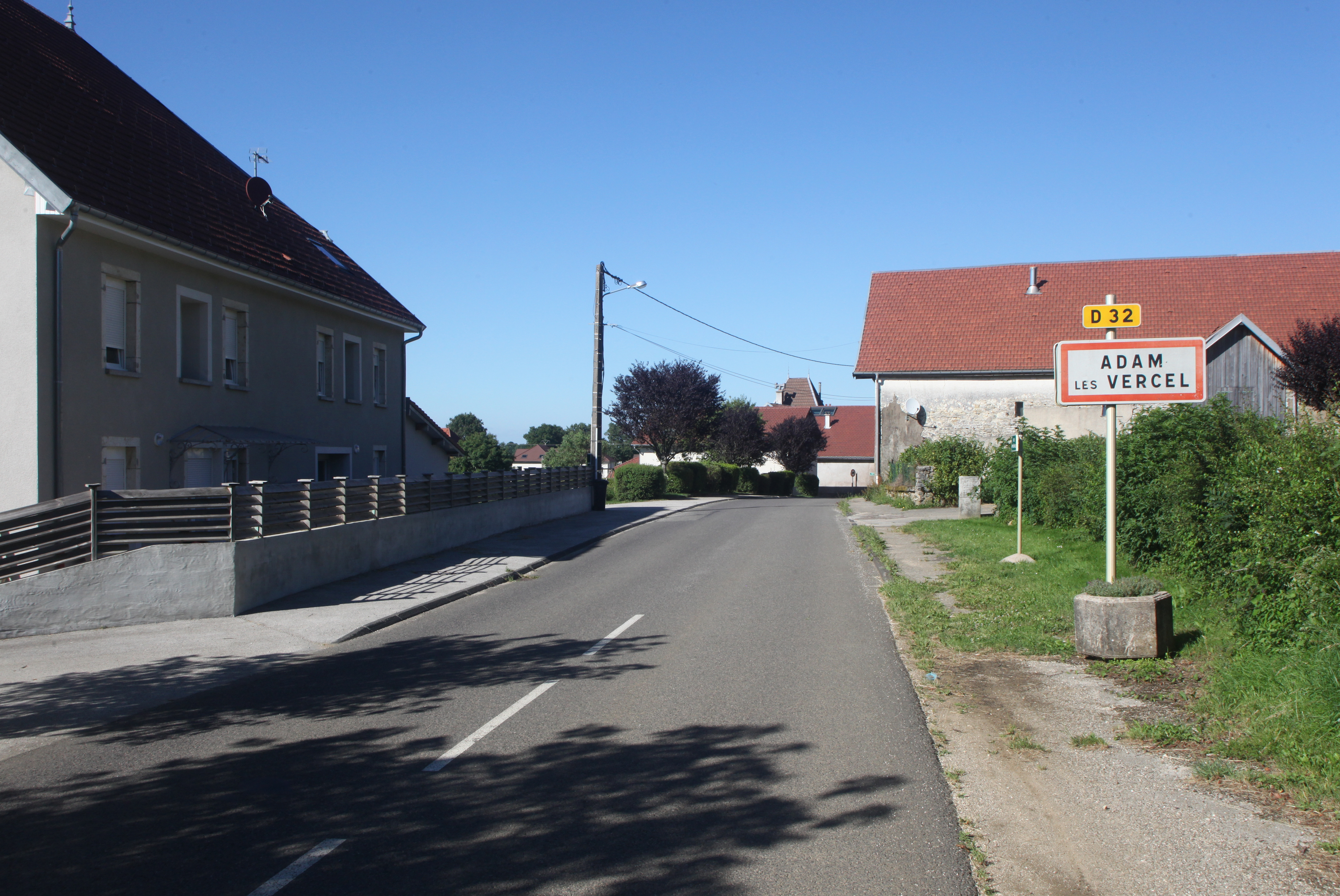
Entrée du village.
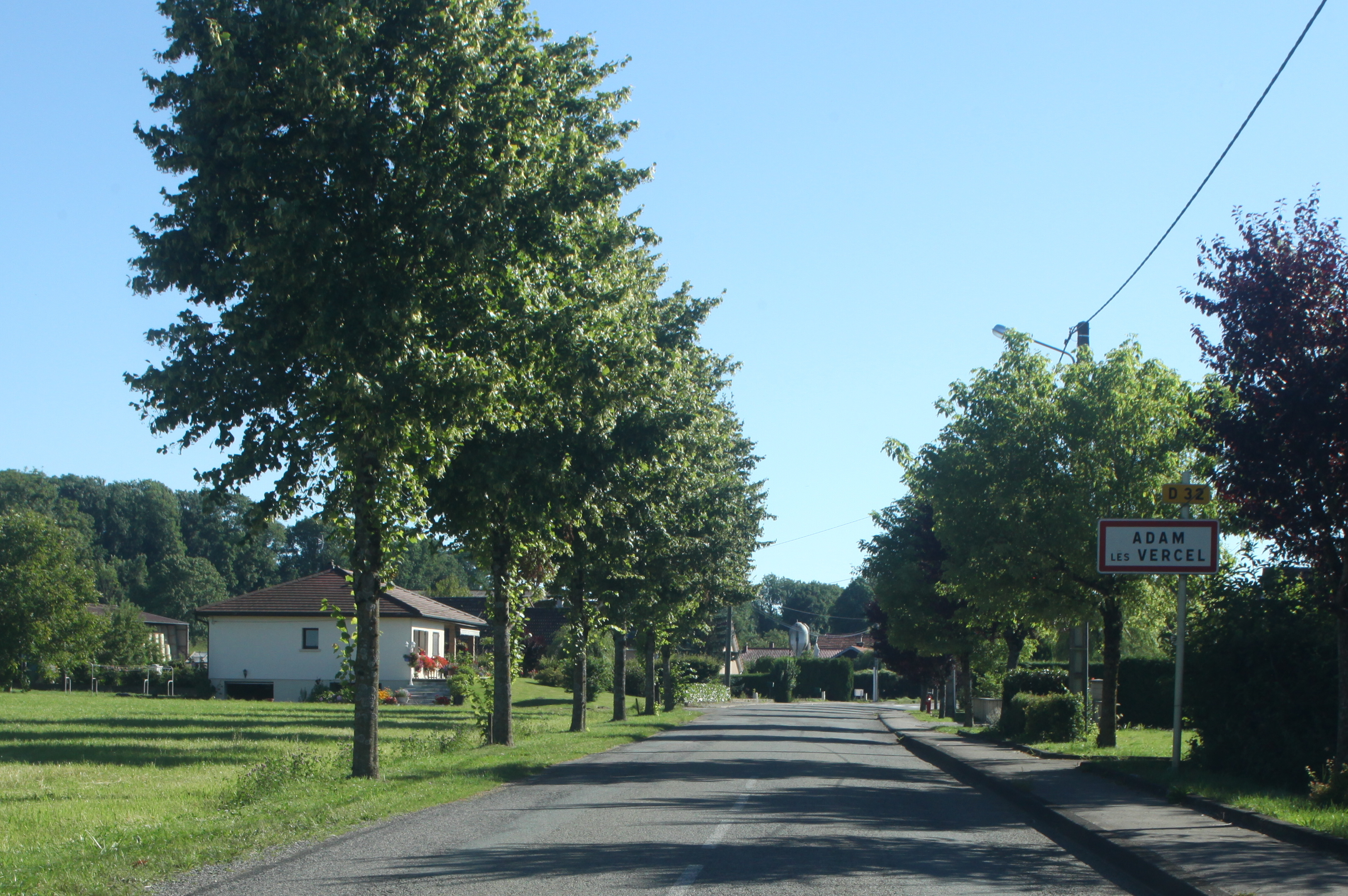
Entrée du village.
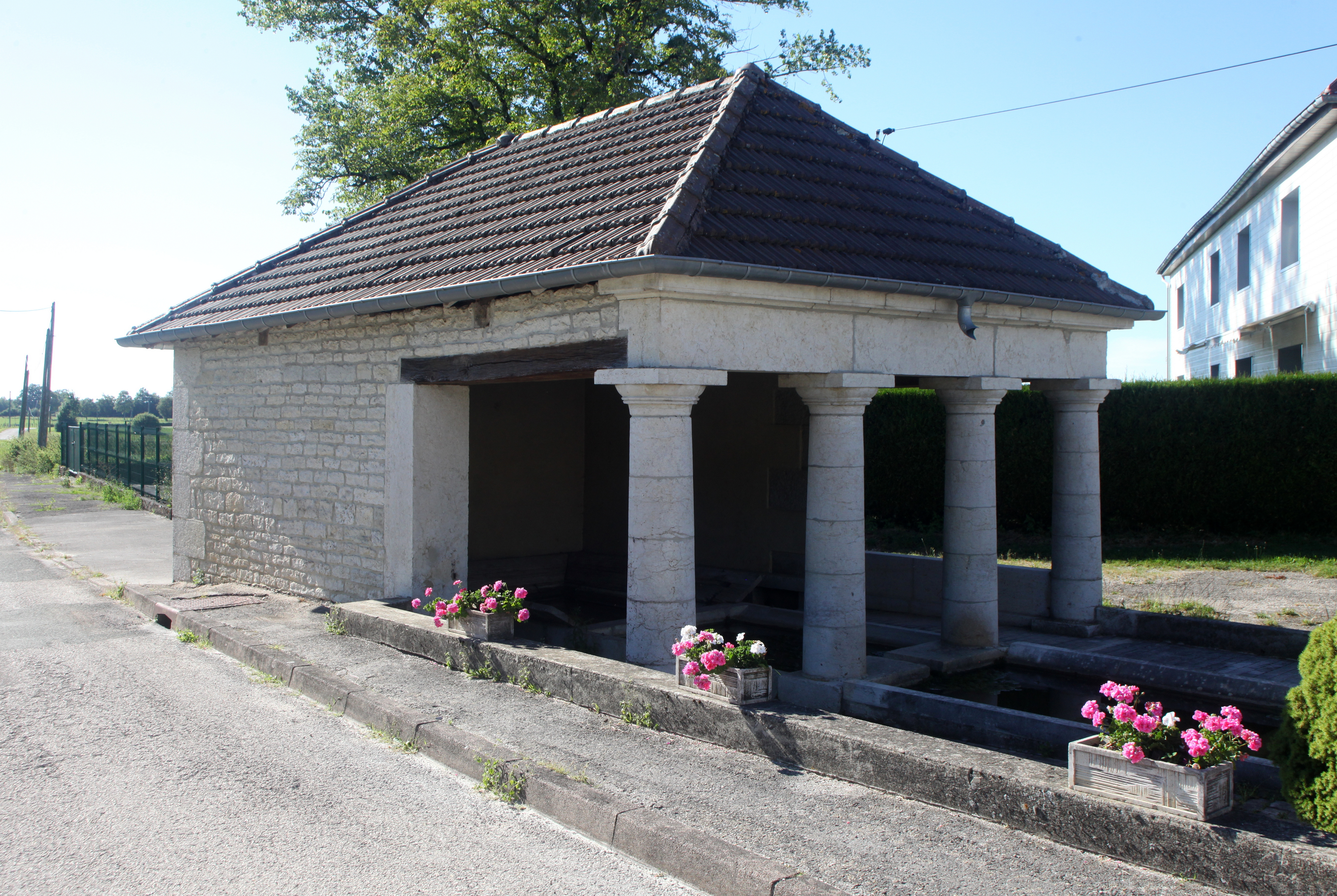
Fontaine-lavoir.
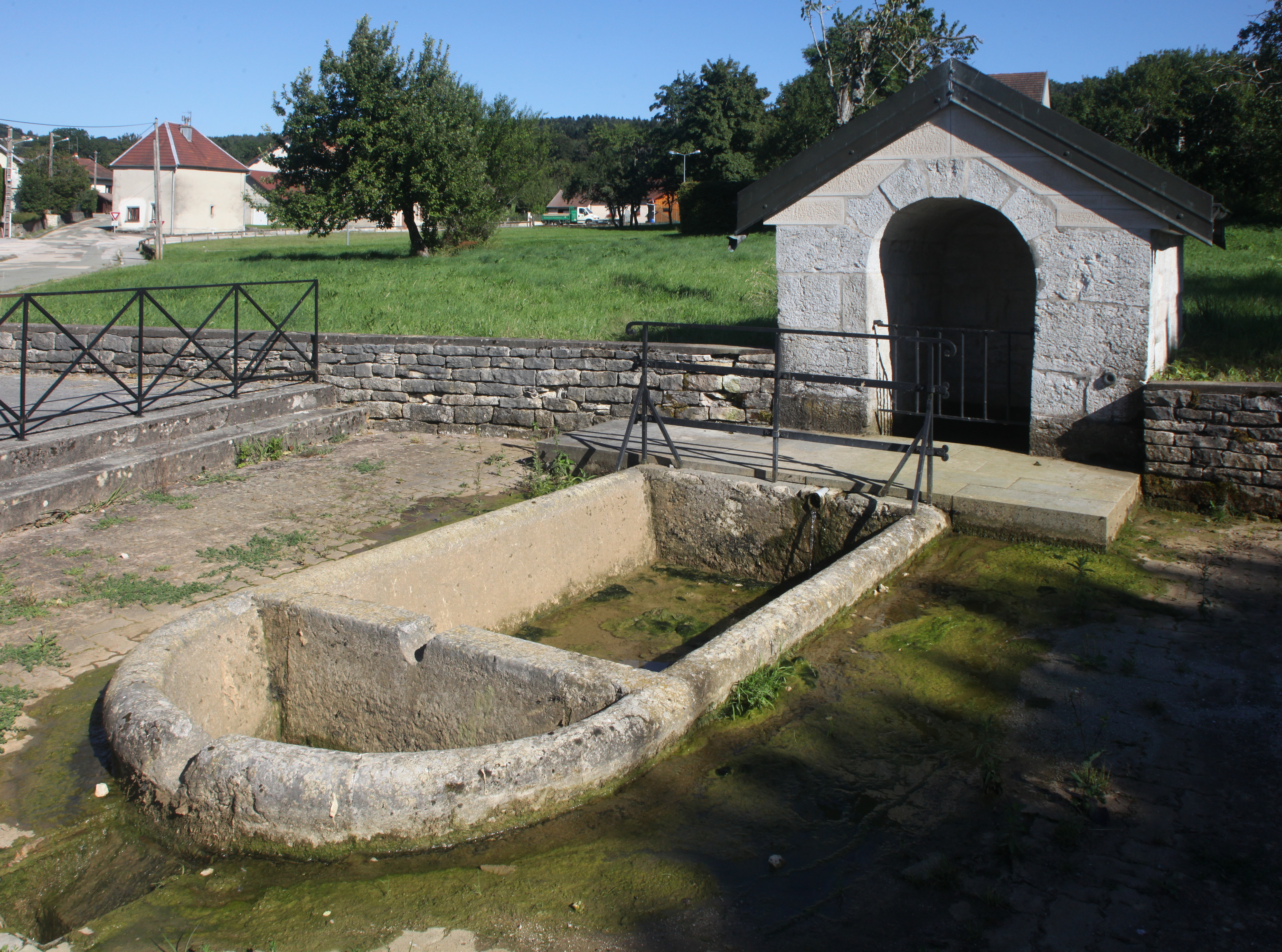
Fontaine.